# Rivers (Thomas Jack)
Rivers is een nummer van de Australische dj Thomas Jack uit 2015.
"Rivers" gaat over de voor- en nadelen van relaties. De boodschap van het nummer is dat problemen onmogelijk zijn te vermijden, maar dat je beter kan proberen de dingen op een rijtje te zetten, in plaats van dat je er last van krijgt. Het nummer werd ingezongen door de Britse zangers Jack McManus en Tim Woodcock, maar zij staan niet vermeld op de credits. In Australië, het thuisland van Thomas Jack, viel het nummer buiten de hitlijsten. Wel werd de plaat een hit in Nederland, Noorwegen en Polen. In de Nederlandse Top 40 kwam het tot een bescheiden 24e positie.

## Tracklijst
Soloversie
1. "Rivers" – 3:27

Remix-single
1. "Rivers" (Sam Feldt & De Hofnar Remix) – 4:11
2. "Rivers" (Hugel Remix) – 4:15
3. "Rivers" (Leon Lour Remix) – 4:39